# Sheila Taormina
Sheila Taormina (Livonia, 18 maart 1969), is een Amerikaanse sporter, die is gespecialiseerd in de triatlon, aquatlon, zwemmen en moderne vijfkamp. Ze werd olympisch kampioene 4 x 200 m vrije slag, wereldkampioene triatlon op de olympische afstand en wereldkampioene aquatlon. In totaal nam ze viermaal deel aan de Olympische Spelen en won hierbij één medaille.

## Biografie
Haar eerste succes behaalde ze in op de Olympische Spelen van 1996 in Atlanta. Toen zat ze in het gouden team op de 4 x 200 m vrije slag.
In 2000 deed ze mee aan de Olympische Zomerspelen van Sydney. Hier behaalde ze een zesde plaats in 2:02.45,91. Vier jaar later behaalde ze tijdens de Olympische Spelen van Athene een 23e plaats in een tijd van 2:09.21,08.
Na Athene heeft ze zich gestort op de moderne vijfkamp. Ze behaalde op de Olympische Spelen van Peking een 19e plaats, hiermee is ze de eerste Amerikaanse, die deelnam aan de Olympische Spelen op drie verschillende sporten.

## Titels
- Olympisch kampioene 4 x 200 m vrije slag - 1996
- Wereldkampioene triatlon op de olympische afstand - 2004
- Wereldkampioene aquatlon - 2005

## Belangrijke prestaties

### aquatlon
- 2001:  WK in Edmonton
- 2005:  WK in Gamagori

### zwemmen
- 1996:  Olympische Spelen van Sydney

### triatlon
- 1999: 7e ITU wereldbekerwedstrijd in Cancún
- 1999: 8e Noord-Amerikaans kampioenschap
- 2000: 6e WK olympische afstand in Perth - 1:55.50
- 2000: 6e Olympische Spelen in Sydney - 2:02.45,91
- 2000: 5e ITU wereldbekerwedstrijd in Toronto
- 2000: 9e ITU wereldbekerwedstrijd in Kona
- 2001:  ITU wereldbekerwedstrijd in Cancún
- 2001: 6e ITU wereldbekerwedstrijd in Yamaguchi
- 2001: 8e ITU wereldbekerwedstrijd in Toronto
- 2001: 5e Goodwill Games
- 2001: 24e WK olympische afstand in Edmonton - 2:04.39
- 2002: 24e WK olympische afstand in Cancún - 2:07.00
- 2002:  ITU wereldbekerwedstrijd in Nice
- 2002:  ITU wereldbekerwedstrijd in St. Antony
- 2002:  ITU wereldbekerwedstrijd in Edmonton
- 2002: 4e ITU wereldbekerwedstrijd in Ishigaki
- 2002: 4e ITU wereldbekerwedstrijd in Gamagori
- 2003:  ITU wereldbekerwedstrijd in Corner Brook
- 2003:  ITU wereldbekerwedstrijd in Edmonton
- 2003:  ITU wereldbekerwedstrijd in St. Antony
- 2003:  ITU wereldbekerwedstrijd in Madeira
- 2003: 7e ITU wereldbekerwedstrijd in Madrid
- 2003: 13e WK olympische afstand in Queenstown - 2:10.11
- 2003:  Pan-Amerikaanse Spelen in Santo Domingo - 2:00.12
- 2004:  WK olympische afstand in Funchal - 1:52.17
- 2004: 23e Olympische Spelen in Athene - 2:09.21,08

### moderne vijfkamp
- 2006: 11e World Cup Final - 5316 p
- 2007: 9e WK olympische afstand in Berlijn - 5436 p
- 2007:  World Cup Final - 4748 p
- 2008: 19e Olympische Spelen van Peking -5304 p

1996: Jackson, Teuscher, Taormina, Thompson ·
2000: Arsenault, Munz, Benko, Thompson ·
2004: Coughlin, Piper, Vollmer, Sandeno ·
2008: Rice, Barratt, Palmer, Mackenzie ·
2012: Franklin, Vollmer, Vreeland, Schmitt ·
2016: Schmitt, Smith, Dirado, Ledecky ·
2020: Yang, Tang, Zhang, Li ·
2024: O'Callaghan, Pallister, Throssell, Titmus
1989: Erin Baker ·
1990: Karen Smyers ·
1991: Jo-Anne Ritchie ·
1992: Michellie Jones ·
1993: Michellie Jones ·
1994: Emma Carney ·
1995: Karen Smyers ·
1996: Jackie Gallagher ·
1997: Emma Carney ·
1998: Joanne King ·
1999: Loretta Harrop ·
2000: Nicole Hackett ·
2001: Siri Lindley ·
2002: Leanda Cave ·
2003: Emma Snowsill ·
2004: Sheila Taormina ·
2005: Emma Snowsill ·
2006: Emma Snowsill ·
2007: Vanessa Fernandes ·
2008: Helen Jenkins ·
2009: Emma Moffatt ·
2010: Emma Moffatt ·
2011: Helen Jenkins ·
2012: Lisa Nordén ·
2013: Non Stanford ·
2014: Gwen Jorgensen ·
2015: Gwen Jorgensen ·
2016: Flora Duffy ·
2017: Flora Duffy ·
2018: Vicky Holland ·
2019: Katie Zaferes ·
2020: Georgia Taylor-Brown ·
2021: Flora Duffy
1998: Rina Hill ·
1999: Rina Hill ·
2000: Pilar Hidalgo ·
2001: Siri Lindley ·
2002: Sandra Soldan ·
2003: Carla Moreno ·
2004: Samantha Warriner ·
2005: Sheila Taormina ·
2006: Sara McLarty ·
2007: Sarah Groff ·
2008: Claudia Rivas ·
2009: Samantha Warriner ·
2010: Margit Vanek ·
2011: Liz May ·
2012: Nicky Samuels ·
2013: Irina Abysova ·
2014: Anneke Jenkins ·
2015: Anastasia Abrosimova
- Gemeinsame Normdatei: 1035345013
- International Standard Name Identifier: 0000 0003 6766 0276
- Library of Congress Control Number: n2012012871
- Nationale Bibliotheek van Tsjechië: xx0249800
- Système universitaire de documentation: 196452910
- Virtual International Authority File: 232266827
- WorldCat: E39PBJcGrQRvPtDQg8GD3Gdfbd